# Evan Oliphant
Evan Oliphant (* 8. Januar 1982 in Wick) ist ein ehemaliger schottischer Radrennfahrer.

## Sportliche Laufbahn
Evan Oliphant begann seine Karriere 2005 bei dem britischen Continental Team Recycling.co.uk. In seiner ersten Saison wurde er einmal Etappenzweiter bei der Tour of Britain auf dem vierten Teilstück. Auch bei der Tour de Langkawi 2006 schaffte er es auf den zweiten Platz der vierten Etappe. Bei den Commonwealth Games 2006 in Melbourne belegte Oliphant den vierten Platz im Punktefahren und verpasste so nur knapp einen Medaillenrang. Mit dem Endura Racing gelang ihm ein Sieg im Mannschaftszeitfahren bei der Czech Cycling Tour 2011. 2012 wechselte Oliphant zum britischen Team Raleigh-GAC und wurde noch einmal Etappenzweiter auf der dritten Etappe der Vuelta Mexico. 2013 gewann er die britische Premier Calendar Road Series.
2016 wurde Oliphant zum siebten Mal schottischer Meister im Straßenrennen. Auch sein zwei Jahre älterer Bruder Lewis Oliphant (1980–2021) war als Radsportler, vor allem im Cyclocross, erfolgreich.

## Erfolge
2006
- eine Etappe Tour of Wellington

2007
- eine Etappe Tasmanien-Rundfahrt

2011
- Mannschaftszeitfahren Czech Cycling Tour

## Teams
- 2005 Recycling.co.uk-MG-Xpower-Litespeed
- 2006 Recycling.co.uk
- 2007 DFL-Cyclingnews-Litespeed
- 2008 Plowman Craven Racing Team
- 2009 Plowman Craven-Madison (bis 30.06.)
- 2009 Endura Racing (ab 01.07.)
- 2010 Endura Racing
- 2011 Endura Racing
- 2012 Team Raleigh-GAC
- 2013 Team Raleigh-GAC
- 2014 Team Raleigh-GAC
- 2015 Team Raleigh-GAC
- 2016 Team Raleigh-GAC